# CD31
Thrombozyten-Endothelzellen-Adhäsionsmolekül (PECAM-1) auch als Cluster of Differentiation 31 (CD31) bekannt, ist ein Protein, das im menschlichen Genom auf Chromosom 17 codiert ist. PECAM-1 spielt eine Schlüsselrolle bei der Beseitigung von gealterten neutrophilen Granulozyten aus dem Körper.

## Funktion
PECAM-1 wird in hohen Mengen auf der Oberfläche von früh und reifen Endothelzellen, Thrombozyten, Monozyten, neutrophilen Granulozyten, und einigen Arten von T-Zellen exprimiert. Die Expression auf Endothelzellen ist konzentriert an Verbindungen zwischen benachbarten Zellen. Das codierte Protein ist ein Mitglied der Immunglobulin-Superfamilie. PECAM-1 ist beteiligt bei der Angiogenese, Thrombozytenfunktion und Thrombose. Seine primäre Funktion auf Endothelzellen ist die Steuerung der Leukozyten-Transmigration und im Weiteren dient es als Mechanosensor für Scherstress.